# 尾崎雄貴
尾崎 雄貴（おざき ゆうき、1991年5月27日 - ）は、日本の男性ミュージシャン、歌手であり、Galileo Galilei、BBHF（旧称：Bird Bear Hare and Fish）のボーカル・ギター担当。北海道稚内市出身。O型。ソロプロジェクトでの名義は「warbear」（ウォーベアー）。Galileo GalileiおよびBBHFのドラマー・尾崎和樹は実弟である。

## 来歴

### Galileo Galilei
中学3年生の時、実弟である和樹とエアギターバンドごっこをしていた。まじめに練習するなかでバンドをやりたいと思うようになり、雄貴は幼馴染の佐孝仁司を誘う。そこへ、隠れて教本を参考にドラムを練習していた和樹を加入させ、2007年にロックバンド「ガリレオ・ガリレイ」を結成。2008年、ラジオ番組「SCHOOL OF LOCK!」が主催する10代限定のフェス『閃光ライオット』にデモテープを送り、5,000組超の参加者の中からファイナルステージまで昇りつめグランプリを獲得。これをきっかけに「Galileo Galilei」はSME Recordsよりメジャー・デビューすることとなった。
バンド活動と並行しソロ作品も制作している。また、livetuneの楽曲へのボーカル参加や、菅野よう子、押尾コータローとのコラボ作品も発表している。
2016年10月、Galileo Galileiとしてのラストライブを日本武道館にて開催。いったん活動終了となったが、2022年に活動を再開した。

### warbear
2017年
10月25日、ソロプロジェクト「warbear」を始動。アルバムのリリース、ツアーの開催を発表。
12月6日、1stアルバム『warbear』をリリース。
2018年
1月18日より初となるツアー「warbear tour 2018 “鳥と熊と野兎と魚”」がスタート。初日は北海道・札幌cube garden。
2020年
12月2日、初のシングル『バブルガム』を配信リリース。
2022年
9月2日、10月11日のソロライブ『"re:bear"』の開催が発表された。
9月3日、2ndシングル『Patch』を配信リリース。

### BBHF
2018年1月27日、上述の「warbear tour 2018 “鳥と熊と野兎と魚”」東京公演にてGalileo Galileiのオリジナルメンバーとサポートメンバーで新たなバンド「Bird Bear Hare and Fish」を始動させること、同年5月に初ライブを行うことを発表。
9月5日、2枚のシングルリリースを経てデビューアルバム『Moon Boots』を発表。それに伴った初となる全国ツアーも開催した。
2019年7月、Bird Bear Hare and Fishが「BBHF」に改名。

## 人物
音楽を聴くことを意識し始めたのは東京在住だった5歳のころ。家族とともに乗った車で流れていたボン・ジョヴィなどが記憶に残っているという。それまで保育園でのお遊戯や歌は嫌いだったが、ちょうど5歳のころに家族でカラオケへ行くようになり歌うことが好きになった。
5〜6歳のころ北海道稚内市に移る。小学校までは外遊びの好きなお調子者で、頻繁にしかられていたという。絵を描くことや図画工作を好んだ一方、音楽は小学6年まで意識していなかったが、インターネットで出会ったロックバンドをきっかけに興味を持ち始めた。
中学校に入ると真面目に過ごす方が性に合っているのではないかと考え始めたが、同級生が勉強嫌いだったため、そのギャップに苦しむようになる。中学2、3年生ごろは心療内科へ通っていたが、自身は「別に病んでたとかじゃなくて、甘えてたのかな」と回想し、閃光ライオットでの優勝後も20歳の誕生日を迎えるころまで何の意味もない虚無感があったと語っている。しかし、評定のために入った吹奏楽部の部室でギターに出会い、それがひとつの救いになったという。
学生時代はくるり、Syrup16g、BUMP OF CHICKEN、the pillows、髭、キリンジを愛聴した。特にキリンジは楽譜を購入するほど好んだという。好きな酒は「シーバスリーガル」というウイスキー、アサヒのビール。身長163cm。

## 作品

### warbearとしての作品

#### アルバム
| 年   | 作品名  | アルバム詳細                                                                                       | チャート最高位  | チャート最高位  | チャート最高位 |
| 年   | 作品名  | アルバム詳細                                                                                       | Billboard JAPAN | Billboard JAPAN | オリコン       |
| 年   | 作品名  | アルバム詳細                                                                                       | Hot Albums      | Download Albums | オリコン       |
| ---- | ------- | -------------------------------------------------------------------------------------------------- | --------------- | --------------- | -------------- |
| 2017 | warbear | - 発売日: 2017年12月6日 - レーベル: SME Records (SECL-2242/SEJL-50/1) - フォーマット: CD, LP, 配信 | 53              | 89              | 39             |
| 2022 | Patch   | - 発表日: 2022年9月3日 - レーベル: Ouchi Daisuki Club Records - フォーマット: 配信                 |                 |                 |                |

### 尾崎雄貴としての作品

#### 楽曲
- 「Escape」
  - リアル脱出ゲーム「沈みゆく豪華客船からの脱出」テーマ曲[5]
- 「New Flower」
  - コンピレーションCD『Memories ～あの花&ここさけ SONG COLLECTION～』（アニプレックス、2019年9月18日）

### Yuuki Ozaki (from Galileo Galilei)としての作品

#### シングル
| 発売日                               | 作品名                               | チャート最高位                       | チャート最高位                       | チャート最高位                       | チャート最高位                       | 備考                                 |
| 発売日                               | 作品名                               | オリコン                             | Billboard JAPAN                      | Billboard JAPAN                      | Billboard JAPAN                      | 備考                                 |
| 発売日                               | 作品名                               | オリコン                             | Hot 100                              | Top Single Sales                     | Hot Animation                        | 備考                                 |
| SME Records / Sony Music Labels Inc. | SME Records / Sony Music Labels Inc. | SME Records / Sony Music Labels Inc. | SME Records / Sony Music Labels Inc. | SME Records / Sony Music Labels Inc. | SME Records / Sony Music Labels Inc. | SME Records / Sony Music Labels Inc. |
| ------------------------------------ | ------------------------------------ | ------------------------------------ | ------------------------------------ | ------------------------------------ | ------------------------------------ | ------------------------------------ |
| 2014年8月27日                        | Trigger                              | 46                                   | 59                                   | 39                                   | 14                                   | 菅野よう子プロデュース               |

### 参加作品
| リリース日     | 曲名                                                                | 収録された作品                                                   | 備考                                                             |
| -------------- | ------------------------------------------------------------------- | ---------------------------------------------------------------- | ---------------------------------------------------------------- |
| 2012年10月20日 | New Life featuring Galileo Galilei                                  | POP ETC 『New Life featuring Galileo Galilei』                   | 詞の朗読部分（日本語版）を担当                                   |
| 2014年3月5日   | FLAT                                                                | livetune adding Yuuki Ozaki(from Galileo Galilei)『FLAT』        | ゲストボーカルで参加                                             |
| 2014年9月3日   | 眠りの森 (Kazuki Remix)                                             | Aimer『誰か、海を。 EP』                                         | ゲストボーカルで参加                                             |
| 2016年1月27日  | Please Don't Forget Me featuring Yuuki Ozaki (from Galileo Galilei) | POP ETC『Souvenir』                                              | 日本語詞、ゲストボーカルで参加 国内盤ボーナストラックとして収録  |
| 2016年2月20日  | 同級生                                                              | 押尾コータロー with Yuuki Ozaki (from Galileo Galilei)『同級生』 | 作詞、ゲストボーカルで参加 配信限定リリース 映画『同級生』主題歌 |

### 楽曲提供
- 「フレンズ」[6]
  - 入野自由『DARE TO DREAM』（Lantis、2016年11月30日）
  - 作詞、作曲、編曲を担当。
- 「Relax」
  - 家入レオ『Relax』（Victor Entertainment、2017年11月15日）
  - 作詞、作曲、編曲を担当[7]。
- 「パパの時計」「大事なものすべて」
  - 家入レオ『TIME』（Victor Entertainment、2018年2月21日）
  - 作詞、作曲、編曲を担当（「大事なものすべて」はPOP ETCのクリストファー・チュウとの共作曲）。
- 「この世界で」
  - 家入レオ『この世界で』（Victor Entertainment、2019年1月30日）
  - 作詞、作曲、編曲を担当[8]。
  - ときのそらが、2021年11月24日発売の自身の3rdアルバム『Re:Play』にてカバーしている[9]。編曲は神坂享輔[10]。
- 「Horizon」「JOURNEY」
  - 内田雄馬『HORIZON』（KING AMUSEMENT CREATIVE、2019年7月24日）
  - 作詞、編曲を担当（「作曲は多保孝一。Horizon」は多保孝一との共編曲）。
- 「やってみればいい」[11]
  - 入野自由『Life is...』（Lantis、2020年11月4日）
  - 作詞、作曲、編曲を担当。
- 「GREEN DIARY」
  - 中島愛『green diary』（Victor Entertainment、2021年2月3日）
  - 作詞、作曲、編曲を担当[12]。
- 「君へ」
  - 茅野愛衣『むすんでひらいて』（アニプレックス、2021年3月10日）
  - 作詞、作曲、編曲を担当[13]。
- 「Kids」
  - 叶『flores』（Lantis、2022年7月27日）
  - 作詞、作曲、編曲を担当（尾崎和樹との共編曲）。[14]
- 「夏のばね」
  - 鈴木みのり『fruitful spring』（Victor Entertainment、2023年1月25日）
  - 作詞、作曲、編曲を担当[15]。
- 「はじめちまったんだ」
  - 梶原岳人 『人生のライフ』（avex pictures、2023年10月25日）
  - 作詞、作曲、編曲を担当[16]。
- 「11人の私」
  1. 柏木ひなた 『piece of me』（SME Records、2023年12月6日）
  2. 作詞を担当（作曲はEllie Wyatt・DWB・Alexander Holmgrem。編曲は自身もメンバーのGalileo Galileiが担当）[17]。
- 「19」
  1. 柏木ひなた 『1/24』（SME Records、2024年3月27日）
  2. 作詞を担当（作曲はBrandon Sammons・Jussifer・Jude Demorestが担当）[18]

### 対訳
- 『Before We Forgot How To Dream』
  - SOAK（Hostess Entertainment、2015年7月8日）
- 『Every Open Eye』
  - CHVRCHES（Hostess Entertainment、2015年9月25日）
- 『Souvenir』
  - POP ETC（Sony Music Japan International、2016年1月27日）
- 『In Mind』
  - Real Estate（Hostess Entertainment、2017年3月17日）

## タイアップ
| 曲名    | アーティスト名                                       | 内容                                                          |
| ------- | ---------------------------------------------------- | ------------------------------------------------------------- |
| FLAT    | livetune adding Yuuki Ozaki from Galileo Galilei     | テレビ東京系テレビアニメ『ハマトラ』オープニング主題歌        |
| Trigger | Yuuki Ozaki from Galileo Galilei                     | フジテレビ ノイタミナアニメ『残響のテロル』オープニング主題歌 |
| 同級生  | 押尾コータロー with Yuuki Ozaki from Galileo Galilei | 映画『同級生』主題歌                                          |
| Lights  | warbear                                              | リアル脱出ゲーム「沈みゆく豪華客船からの脱出」テーマ曲        |
| Escape  | 尾崎雄貴                                             | リアル脱出ゲーム「沈みゆく豪華客船からの脱出」テーマ曲        |

## 公演
すべてwarbearとしての出演。

### ライブ・イベント
- 2018年
  - 6月21日 - THE NOVEMBERS Tour – TODAY -
  - 11月16日 - cube garden 10th anniversary live
- 2019年
  - 5月25日 - 夢チカLIVE VOL.138
  - 6月6日 - FEVER 10th ANNIVERSARY "on tabuz ten"
  - 6月15日 - Cell The Rough Butch presents MOMENTFES 5th anniversary『MOMENT KINGDOM』in 芸術の森
  - 7月6日 - GANKE FES 2019
  - 10月16日 - For Tracy Hyde New Young City Release Tour "#FTHNYC"
  - 12月7日 - 下北沢にて'19
- 2022年
  - 10月11日 - warbear solo live "re:bear" in SHIBUYA WWW
  - 10月12日 - 同ライブ in DAIKANYAMA UNIT

- 本人名義でのライブ
- 2025年
  - 2月22日 - 尾崎雄貴と二人の用心棒 in Musica Hall Cafe